# Manuel Gaspar Haro
Manuel Gaspar Haro, bekannt als Manolo Gaspar (* 3. Februar 1981 in Málaga) ist ein spanischer ehemaliger Fußballspieler.

## Spielerkarriere
Manolo Gaspar spielte von 2001 bis 2004 drei Jahre lang als Stammspieler bei der 2. Mannschaft des Vereins seiner Heimatstadt FC Málaga. In der Saison 2002/03 gelang ihm mit dem B-Team der Aufstieg in die Segunda División. In über 100 Spielen konnte er seine Klasse unter Beweis stellen. Im Sommer 2004 wechselte er zu UD Almería, einer Mannschaft, mit der er aufsteigen wollte. In der Saison 2005/2006 wurde er zum besten rechten Verteidiger der Segunda División gewählt. Dies weckte das Interesse von UD Levante und Manolo Gaspar unterschrieb 2006 beim Erstliga-Aufsteiger.
Nach dem Abstieg von UD Levante 2008 unterschrieb Manolo Gaspar einen Vertrag bei seinem Ex-Club, dem Aufsteiger FC Málaga, aus seiner andalusischen Heimatstadt. Nach drei Jahren und 35 Ligaeinsätzen wechselte er zum FC Cartagena.  Nach kurzem Zwischenstopp in Zypern spielte er noch zwei Jahre für CD El Palo und beendete seine Karriere.